# Adista
Adista (acronimo di Agenzia Di Informazioni STAmpa) è un'agenzia di stampa «sul mondo cattolico e sulle realtà religiose» con sede a Roma, che pubblica l'omonimo periodico.
Nata come quindicinale, attualmente pubblica due numeri a settimana: un numero dedicato alle notizie, Adista-Notizie (colore blu) che si alterna ad un approfondimento dal titolo Adista-Segni nuovi (colore arancio) e ad un numero dedicato ai documenti, Adista-Documenti (colore verde); una volta al mese i numeri diventano tre: alla coppia blu-verde o blu-arancione, si affianca un numero dedicato alla rassegna stampa internazionale, Adista-Contesti (colore rosso).

## Storia
L'agenzia nacque nell'ottobre del 1967 (il primo numero porta la data del 31 ottobre) per iniziativa di Adriano Ossicini, che in quel periodo stava costituendo assieme ad altre personalità politiche di sinistra quello che negli anni successivi sarebbe divenuto il gruppo della Sinistra Indipendente in Parlamento; ma anche come espressione di quella parte del mondo cattolico che, sulla spinta del rinnovamento conciliare di quegli anni, intendeva rompere con l'unità politica dei cattolici nella Democrazia Cristiana e di aprire un dialogo tra cristiani e marxisti, in maniera particolare con il Partito Comunista Italiano.
Dopo una prima fase, durata circa un quindicennio, in cui i rapporti con il Pci furono particolarmente stretti (soprattutto attraverso il gruppo parlamentare della Sinistra Indipendente), Adista − che era nel frattempo divenuta una cooperativa editoriale − iniziò ad allargare la sua informazione politico-religiosa verso tutte quelle realtà cristiane di base che si erano venute sviluppando in Italia come all'estero, specialmente in America Latina. Seguì con particolare attenzione la nascita e lo sviluppo delle Comunità cristiane di base, dei Cristiani per il Socialismo, di tutto quel movimento di contestazione dell'establishment ecclesiastico che venne in quegli anni definito "dissenso" cattolico.
Si interessò inoltre anche di quella parte di mondo cattolico che, pur rimanendo organico alla Chiesa cattolica, si stava impegnando per una sua trasformazione in senso progressista, come le Acli della "scelta socialista" e l'Azione Cattolica della "scelta religiosa". Oggi Adista si occupa principalmente di fare controinformazione sulla Chiesa istituzionale, di dare voce a tutte le realtà ecclesiali di base, del rapporto tra Chiesa e politica e tra fede e politica, di pace, disarmo, ecumenismo, dialogo interreligioso, America Latina, Teologia della Liberazione, Teologie indigene, femministe, ecologiste, del pluralismo religioso e in generale di tutte le nuove teologie.
Per molti anni presidente della cooperativa direttore editoriale è stato Giovanni Avena. Prete a Palermo, parroco della parrocchia del Cuore Eucaristico, negli anni '70 fu tra i preti più impegnati sui temi della giustizia sociale e della lotta alla mafia. Avviò anche una campagna di sensibilizzazione sulle condizioni dei malati ricoverati nell'allora ospedale psichiatrico in zona corso Calatafimi, che ricadeva nel territorio dove era parroco. Allontanato a fine 1977 da Palermo, dal marzo 1978 cominciò la sua collaborazione con Adista. Divenne ufficialmente presidente della cooperativa nel 1999, subentrando a Franco Leonori (che però aveva affiancato già da anni nella gestione della cooperativa, poiché Leonori era impegnato come segretario del gruppo parlamentare della Sinistra Indipendente) lasciando l'incarico nel 2014, ma continuando a seguire le vicende della testata sino al 2021, anno della morte

## Redazione
La redazione è composta da: Eletta Cucuzza, Ludovica Eugenio (responsabile a norma di legge), Claudia Fanti, Valerio Gigante, Luca Kocci, Giampaolo Petrucci.